# Melissodes crocina
Melissodes crocina är en biart som beskrevs av Laberge 1961. Melissodes crocina ingår i släktet Melissodes och familjen långtungebin. Inga underarter finns listade i Catalogue of Life.